# Bain d'huile

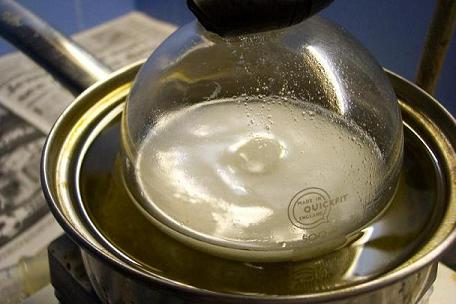
Bain à huile commun.

En laboratoire de chimie, un bain d'huile est un équipement commun fabriqué à partir d'un récipient rempli d'huile. Il est utilisé pour fournir un chauffage uniforme pour un autre conteneur tel qu'un réacteur dans lequel se déroule une réaction chimique.

## En laboratoire de chimie

### Description
Un bain d'huile est le plus utilisé en conjonction avec une plaque chauffante ou une ceinture chauffante et moins fréquemment avec un bec Bunsen. Un récipient est rempli d'huile est placé sur la plaque ou entouré par la ceinture. Le réacteur est introduit dans le bain et partiellement recouvert d'huile. L'huile conduit ensuite la chaleur de la plaque ou de la ceinture à tous les côtés du réacteur.

### Types d'huiles
En général, l'huile de silicone est utilisée dans les bains modernes, bien que l'huile minérale et l'huile de graine de coton soient aussi utilisées.

### Propriétés
Ces bains sont couramment utilisés pour chauffer les mélanges réactionnels plus uniformément que ce qui serait possible avec une plaque chauffante seule ou par une flamme, car l'ensemble de l'extérieur du ballon de réaction est chauffé. Ceci réduit à la fois la durée de la réaction et la possibilité de réactions secondaires pouvant survenir à des températures plus élevées.

### Risques
La surchauffe du bain d'huile peut entraîner un risque d'incendie, surtout si une huile minérale est utilisée. Généralement, la température de fonctionnement maximale d'un bain d'huile minérale est d'environ 160 °C, température équivalente à son point d'éclair. L'huile minérale ne peut être utilisée au-dessus de 310 °C en tout cas, en raison de sa température d'ébullition. Si des températures plus élevées sont nécessaires, une huile de silicone ou un bain de sable peuvent être utilisés à la place.

### Alternatives au laboratoire
Des variantes du bain d'huile sont par exemple le bain-marie (dans lequel l'huile est remplacée par de l'eau) et le bain de sable.

## En mécanique
- Un bain d'huile peut filtrer les particules hors de l'air, en conduisant le flux d'air à travers ce bain (non chauffé). Ce type de filtre à air a été utilisé dans les moteurs de voiture, mais a été remplacé par des filtres à air à cartouche en papier modernes. Certains petits moteurs continuent d'utiliser ce système.
- Dans certains cas, les bains d'huile sont utilisés pour chauffer les roulements afin qu'ils (les paliers) se dilatent avant de les installer sur les puits des moteurs d'avion.
- Une chaîne ouverte (munie par exemple d'une attache rapide) de transmission secondaire de moto, ou de bicyclette, peut être lubrifiée en profondeur en l'immergeant dans un récipient rempli de graisse adaptée chauffée, qui devient liquide, ou un bain d'huile.